# The A.V. Club
The A.V. Club és un diari digital i lloc web d'entreteniment amb ressenyes, entrevistes i altres articles que examinen pel·lícules, música, televisió, llibres, jocs i altres elements dels mitjans de comunicació de cultura popular. The A.V. Club es va crear el 1993 com a suplement de la seva publicació matriu satírica, The Onion. Tot i que formava part del llançament del lloc web de The Onion el 1996, The A.V. Club tenia una presència mínima al lloc web en aquell moment.
Un redisseny del lloc web del 2005 va situar The A.V. Club en una posició més destacada, permetent que la seva identitat en línia creixés. A diferència de The Onion, The A.V. Club no és satíric, tot i que utilitza un estil igualment irreverent. El nom de la publicació és una referència als clubs audiovisuals (AV) típics dels instituts de secundària estatunidencs.

## Història
El 1993, cinc anys després de la fundació de The Onion, Stephen Thompson, un estudiant de la Universitat de Wisconsin-Madison, va llançar una secció d'entreteniment del diari.
"A.V. Club" és per a "audiovisual". Als Estats Units, a finals del segle xx, molts instituts tenien clubs per a estudiants que volien utilitzar i aprendre sobre altaveus, projectors i altres equips de vídeo i àudio.
El 1996, tant The Onion com The A.V. Club van debutar a Internet. Originalment The A.V. Club era una subsecció del domini principal theonion.com.
El desembre de 2004, Stephen Thompson va deixar el seu càrrec com a editor fundador de The A.V. Club.
El suplement es va traslladar al seu propi nom de domini, theavclub.com, abans de l'adquisició del nom de domini més curt avclub.com el 2005. Aquest darrer canvi va coincidir amb un redisseny que va incorporar comentaris dels lectors i contingut del bloc. El 2006, el lloc web va canviar el seu model de contingut de nou per afegir contingut diàriament, en lloc de setmanalment. Alguns col·laboradors s'han establert com a escriptors i editors autònoms.
Segons Sean Mills, aleshores president de The Onion, el lloc web de A.V. Club va arribar per primera vegada a més d'1 milió de visitants únics a l'octubre de 2007. A finals del 2009, es va informar que el lloc web havia rebut més d'1,4 milions de visitants únics i 75.000 comentaris al mes.
En el seu punt àlgid, la versió impresa de The A.V. Club estava disponible en 17 ciutats diferents. També es van mantenir seccions localitzades del lloc web, amb ressenyes i notícies rellevants per a ciutats específiques. La versió impresa i els llocs web localitzats es van anar deixant de publicar gradualment i, el desembre de 2013, la publicació impresa va deixar de produir-se en els tres últims mercats.
El 9 de desembre de 2010, el lloc web ComicsComicsMag va revelar que s'havia inventat una miniressenya del llibre Genius, Isolated: The Life and Art of Alex Toth. El llibre encara no havia estat publicat ni tan sols acabat pels autors. Després que la ressenya fos eliminada, l'editor Keith Phipps va publicar una disculpa al lloc web, afirmant que el periodista assignat per revisar el llibre no va poder localitzar-ne una còpia ("per raons òbvies"), així que se la van inventar. Leonard Pierce, l'autor de la ressenya, va ser acomiadat del seu càrrec de freelance al lloc web.

### Sortides de personal 2012–2014
El 13 de desembre de 2012, l'escriptor i editor Keith Phipps, que supervisava el lloc web després de la marxa de Stephen Thompson, va deixar el seu càrrec d'editor de "The A.V. Club". Va dir: “Onion, Inc. i jo hem arribat a una separació mútua dels camins."
El 2 d'abril de 2013, l'editor de crítica cinematogràfica i crític Scott Tobias, que feia molt de temps que era, va deixar el càrrec d'editor de cinema de The A.V. Club. Va dir a través de Twitter: "Després de 15 grans anys a @theavclub, deixo el càrrec d'editor de cinema el proper divendres".
El 26 d'abril de 2013, els guionistes veterans Nathan Rabin, Tasha Robinson i Genevieve Koski van anunciar que també deixarien el lloc web per començar a treballar en un nou projecte amb Scott Tobias i Keith Phipps. Koski també va dir que continuaria escrivint articles com a autònoma. L'escriptor Noel Murray va anunciar que s'uniria al seu nou projecte, però que també continuaria contribuint a The A.V. Club amb una capacitat reduïda. El 30 de maig de 2013, es va anunciar que aquests sis escriptors formarien part de l'equip sènior de The Dissolve, un lloc web de cinema gestionat per Pitchfork Media.
L'abril i el juny de 2014, els redactors sèniors Kyle Ryan, Sonia Saraiya, i Emily St. James van deixar el lloc web per treballar a Entertainment Weekly, Salon i Vox Media, respectivament. El 2015, Ryan va tornar a Onion, Inc. per a un lloc de desenvolupament. Després de la seva sortida de The Dissolve a principis d'aquell mes, Nathan Rabin va tornar a escriure com a autònom per al lloc web A.V. Club el maig de 2015. Va renovar la seva columna habitual "My World of Flops" Arxivat 6 November 2013[Date mismatch] a Wayback Machine.. The Dissolve va tancar el juliol de 2015.

### L'era d'Univision i el programa de televisió
El gener de 2016, Univision Communications va adquirir "una participació majoritària del 40%" a Onion Inc., la companyia matriu de The A.V. Club. Més tard aquell mateix any, Univision també va comprar Gawker Media i va reorganitzar diversos dels llocs de Gawker en el nou Gizmodo Media Group, una divisió de Fusion Media Group.
El 16 de febrer de 2017 John Teti, l'editor general de The A.V. Club, va publicar un article al lloc web anunciant el proper llançament d'una sèrie de televisió, titulada The A.V. Club, basada en el lloc web. La sèrie, presentada per Teti, va començar a emetre's a Fusion el 16 de març de 2017 i va durar una temporada. La sèrie presentava notícies, crítiques i debats sobre diversos temes de cultura popular i incloïa membres del personal del lloc web.
Posteriorment, el lloc va ser migrat de Bulbs, un sistema de gestió de contingut intern desenvolupat per Onion Inc. A la plataforma Kinja desenvolupat per Gawker. Les ressenyes del públic allotjades al lloc web anterior es van eliminar i el sistema de comentaris de Kinja va ser molt ridiculitzat per la comunitat de comentaris del lloc web, cosa que va provocar una forta disminució de l'activitat.

### Sindicat d'Onion Inc.
El març de 2018, els empleats de l'empresa van anunciar que s'havien sindicalitzat amb el Sindicat de Guionistes dels Estats Units, Est. El sindicat està format per "tot el personal creatiu d'Onion Inc.: The A.V. Club, The Onion, ClickHole, The Takeout, Onion Labs, i els departaments de vídeo i art d'Onion Inc." (ClickHole va ser posteriorment adquirida per Cards Against Humanity el febrer de 2020.) El sindicat va ser reconegut el 20 d'abril de 2018 i van arribar a un acord contractual amb la direcció el 20 de desembre de 2018. El contracte inclou "augments salarials anuals, nivells salarials mínims, diversitat forta i llenguatge antiassetjament, causa justa, seguretat sindical, independència editorial, drets de propietat intel·lectual i la fi dels permanents".

### Era G/O Media i sortides de personal de 2022
El juliol de 2018, Univision va anunciar que buscava un comprador per a tot el Grup Gizmodo. L'abril de 2019, Gizmodo i The Onion es van vendre a l'empresa de capital inversió Great Hill Partners, que els va combinar en una nova empresa anomenada G/O Media. El juliol de 2019, l'editora executiva Laura M. Browning i l'editora en cap Caitlin PenzeyMoog van marxar. A principis de 2020, l'ex People i l'editor d' Entertainment Weekly Patrick Gomez va ser nomenat editor en cap, i es va anunciar que el lloc web obriria una oficina a Los Angeles. L'agost de 2021, Yahoo! Entertainment i l'exalumne d'E! Online Scott Robson es va unir a l'equip per liderar-lo.
El 18 de gener de 2022, el sindicat que representava el personal del lloc web va anunciar que els set membres del personal amb seu a Chicago havien acceptat una indemnització en lloc d'acceptar un trasllat obligatori del lloc de treball a Los Angeles. Això va afectar predominantment el personal sènior del lloc web i estava format per l'editor en cap, l'editor de cinema, l'editor de televisió, l'editor associat, el redactor sènior, l'editor adjunt i el coordinador editorial.

### Era Paste Media
El març de 2024, es va informar que G/O Media havia venut The A.V. Club a Paste Media, que anteriorment havien comprat els llocs web inactius de G/O Media Jezebel i Splinter News per a un rellançament. Això va resultar en la separació de The A.V. El Club de The Onion per primera vegada, amb G/O Media venent The Onion a Global Tetrahedron el mes següent. Dos empleats van ser acomiadats com a part de la transició. El CEO de Paste Media, Josh Jackson, va emfatitzar que Paste i The A.V. Club no es consolidarien i garantia que els comentaris, desactivats breument per G/O Media, es restaurarien.
El juny de 2024, es van anunciar diversos canvis, com ara que la sèrie web A.V. Undercover reviscolaria després d'una pausa de 7 anys, els articles escrits per IA durant l'era de G/O Media serien eliminats, els escriptors coneguts tornarien (inclosos Nathan Rabin i Ignatiy Vishnevetsky) i s'introduiria un programa de subscriptors. El juliol de 2024, Danette Chavez, escriptora i editora de "The A.V. Club" del 2015 al 2022, es va reincorporar al lloc web com a editora en cap.

## Premis
El 2017, The A.V. Club va guanyar un Premi Eisner al "Millor Periodisme/Publicació periòdica relacionada amb els còmics" (per a obres publicades el 2016). El premi va ser per als guionistes Oliver Sava, Caitlin Rosberg, Shea Hennum i Tegan O'Neil. El premi també va ser per a l'editora Caitlin PenzeyMoog.

## Llistes de final d'any i de final de dècada deThe A.V. Club
A partir del 1999, només es van publicar llistes escrites per escriptors individuals. A partir del 2006, The A.V. Club va començar a publicar el consens del lloc web, les classificacions d'àlbums i pel·lícules de final d'any, juntament amb llistes creades per escriptors individuals. A més, es van publicar llistes de final de dècada per a les dècades del 2000 i del 2010.
Les classificacions anuals de televisió van començar el 2010.

### Àlbum de l'any
| Any  | Artista            | Àlbum                             | Nació        | Font   |
| ---- | ------------------ | --------------------------------- | ------------ | ------ |
| 2006 | The Hold Steady    | Boys and Girls in America         | Estats Units | [ 58 ] |
| 2007 | Arcade Fire        | Neon Bible                        | Canadà       | [ 59 ] |
| 2008 | TV on the Radio    | Dear Science                      | Estats Units | [ 60 ] |
| 2009 | Phoenix            | Wolfgang Amadeus Phoenix          | França       | [ 61 ] |
| 2010 | Kanye West         | My Beautiful Dark Twisted Fantasy | Estats Units | [ 62 ] |
| 2011 | Wye Oak            | Civilian                          | Estats Units | [ 63 ] |
| 2012 | Frank Ocean        | Channel Orange                    | Estats Units | [ 64 ] |
| 2013 | Kanye West         | Yeezus                            | Estats Units | [ 65 ] |
| 2014 | Angel Olsen        | Burn Your Fire for No Witness     | Estats Units | [ 66 ] |
| 2015 | Kendrick Lamar     | To Pimp a Butterfly               | Estats Units | [ 67 ] |
| 2016 | David Bowie        | Blackstar                         | Regne Unit   | [ 68 ] |
| 2017 | Kendrick Lamar     | DAMN.                             | Estats Units | [ 69 ] |
| 2018 | Beach House        | 7                                 | Estats Units | [ 70 ] |
| 2019 | FKA Twigs          | Magdalene                         | Regne Unit   | [ 71 ] |
| 2020 | Fiona Apple        | Fetch the Bolt Cutters            | Estats Units | [ 72 ] |
| 2021 | Japanese Breakfast | Jubilee                           | Estats Units | [ 73 ] |
| 2022 | Beyoncé            | Renaissance                       | Estats Units | [ 74 ] |
| 2023 | Olivia Rodrigo     | Guts                              | Estats Units | [ 75 ] |
| 2024 | Waxahatchee        | Tigers Blood                      | Estats Units | [ 76 ] |

### Pel·lícula de l'any
| Any  | Director               | Pel·lícula                    | Nació                             | Font   |
| ---- | ---------------------- | ----------------------------- | --------------------------------- | ------ |
| 2006 | Alfonso Cuarón         | Children of Men               | Estats Units · Regne Unit · Mèxic | [ 77 ] |
| 2007 | Joel Coen i Ethan Coen | No Country for Old Men        | Estats Units                      | [ 78 ] |
| 2008 | Andrew Stanton         | WALL-E                        | Estats Units                      | [ 79 ] |
| 2009 | Kathryn Bigelow        | En terra hostil               | Estats Units · Canadà · França    | [ 80 ] |
| 2010 | Debra Granik           | Winter's Bone                 | Estats Units                      | [ 81 ] |
| 2011 | Terrence Malick        | L'arbre de la vida            | Estats Units                      | [ 82 ] |
| 2012 | Paul Thomas Anderson   | The Master                    | Estats Units                      | [ 83 ] |
| 2013 | Richard Linklater      | Abans del capvespre           | Estats Units                      | [ 84 ] |
| 2014 | Richard Linklater      | Boyhood                       | Estats Units                      | [ 85 ] |
| 2015 | George Miller          | Mad Max: fúria a la carretera | Austràlia · Estats Units          | [ 86 ] |
| 2016 | Kenneth Lonergan       | Manchester by the Sea         | Estats Units                      | [ 87 ] |
| 2017 | Sean Baker             | The Florida Project           | Estats Units                      | [ 88 ] |
| 2018 | Lee Chang-dong         | Burning                       | Corea del Sud                     | [ 89 ] |
| 2019 | Martin Scorsese        | The Irishman                  | Estats Units                      | [ 90 ] |
| 2020 | Kelly Reichardt        | First Cow                     | Estats Units                      | [ 91 ] |
| 2021 | Wes Anderson           | The French Dispatch           | Estats Units                      | [ 92 ] |
| 2022 | Todd Field             | Tár                           | Estats Units                      | [ 93 ] |
| 2023 | Celine Song            | Vides passades                | Estats Units                      | [ 94 ] |
| 2024 | Luca Guadagnino        | Challengers                   | Estats Units                      | [ 95 ] |

### Programa de televisió de l'any
| Any  | Programa                                          | Cadena             | Nació        | Font    |
| ---- | ------------------------------------------------- | ------------------ | ------------ | ------- |
| 2010 | Breaking Bad                                      | AMC                | Estats Units | [ 96 ]  |
| 2011 | Louie                                             | FX                 | Estats Units | [ 97 ]  |
| 2012 | Breaking Bad                                      | AMC                | Estats Units | [ 98 ]  |
| 2013 | Enlightened                                       | HBO                | Estats Units | [ 99 ]  |
| 2014 | Hannibal                                          | NBC                | Estats Units | [ 100 ] |
| 2015 | Mad Men                                           | AMC                | Estats Units | [ 101 ] |
| 2016 | The People v. O. J. Simpson: American Crime Story | FX                 | Estats Units | [ 102 ] |
| 2017 | The Good Place                                    | NBC                | Estats Units | [ 103 ] |
| 2018 | The Americans                                     | FX                 | Estats Units | [ 104 ] |
| 2019 | Fleabag                                           | Amazon Prime Video | Regne Unit   | [ 105 ] |
| 2020 | I May Destroy You                                 | HBO                | Regne Unit   | [ 106 ] |
| 2021 | Succession                                        | HBO                | Estats Units | [ 107 ] |
| 2022 | The Bear                                          | Hulu               | Estats Units | [ 108 ] |
| 2023 | Succession                                        | HBO                | Estats Units | [ 109 ] |
| 2024 | Shōgun                                            | Hulu               | Estats Units | [ 110 ] |

## Llibres
- Thompson, Stephen. The Tenacity of the Cockroach: Conversations With Entertainment's Most Enduring Outsiders.  Three Rivers Press, December 10, 2002. ISBN 978-0609809914.
- A.V. Club Staff. Inventory: 16 Films Featuring Manic Pixie Dream Girls, 10 Great Songs Nearly Ruined by Saxophone, and 100 More Obsessively Specific Pop-Culture Lists.  Scribner, October 13, 2009. ISBN 978-1416594734.
- Rabin, Nathan. My Year of Flops: The A.V. Presents One Man's Journey Deep Into the Heart of Cinematic Failure.  New York: Scribner, October 19, 2010. ISBN 978-1439153123.
- Handlen, Zack; VanDerWerff, Todd. Monsters Of The Week: The Complete Critical Companion To The X-Files.  New York: Abrams Press, October 16, 2018. ISBN 978-1419732478.